# بوکارامانگا
بوکارامانگا (به اسپانیایی: Bucaramanga)، مرکز سانتاندر در کشور کلمبیا می‌باشد.
این شهر هفتمین ناحیه شهری پر جمعیت کلمبیا محسوب شده و بر اساس سرشماری سال ۲۰۰۵ جمعیتی معادل ۵۵۳۰۴۶ نفر و با احتساب سایر نواحی شهری ۹۷۹۰۴۰ نفر را داراست. جمعیت این ناحیه از دهه ۱۹۶۰ رشد شدیدی به خصوص در نواحی شهری داشته‌است.
در دهه اخیر، صنایع محلی، به خصوص پارچه و کفش، کشمکش زیادی در مقابله با واردات قانونی و قاچاق پیدا کردهاند. این شهر مرکز انستیتوی نفت کلمبیا (ICP)، شاخه تحقیقاتی کمپانی نفتی ایالتی (Ecopetrol) و کمپانی گاز طبیعی کلمبیا (Ecogas) می‌باشد.

## تاریخچه
خیرون اولین و پراهمیتترین شهری است که توسط استعمارگران اسپانیایی در این ناحیه ایجاد گردید و بوکارامانگا که در سال ۱۶۲۲ ایجاد شد تا اوایل دهه ۱۸۶۰ نتوانست از لحاظ جمعیت یا اهمیت اقتصادی بر شهر خیرون پیشی بگیرد. در سال‌های دهه ۱۸۶۰ تا ۱۸۷۰ این شهر تعدادی تاجر و ماجراجوی آلمانی را که مشهورترینشان فردی به نام گئورگ ون لنگرک بود را جذب خود ساخت و سرانجام کشمکش و بحران بین مهاجرین جدید و تجار محلی در سال ۱۸۷۹ زبانه کشید. در پی سازماندهی مجدد سیاسی در سال ۱۸۸۶، بوکارامانگا جایگزین شهر سوکوررو، به عنوان مرکز بخش گردید. این ناحیه در پی جنگهای شهری سال‌های ۱۹۰۲-۱۸۹۹ که به جنگ هزار روزه مشهور است، به ویرانی کشیده شد و بدینسان رشد بوکارامانگا تقریباً در اوایل نیمه اول قرن بیستم صورت گرفت.

## جغرافیا
بوکارامانگا در فلات کردیلرای شرقی واقع در سلسله کوههای آند کلمبیا قرار گرفته‌است. بسیاری از ساکنین این شهر زمین‌های ناپایداری را که در سرازیری منتهی به زمین‌های مسطح (Meseta) قرار دارد را اشغال کرده‌اند. این شهر در موقعیت جغرافیایی N۰۷°۰۸’ , W۷۳°۰۸’ قرار گرفته‌است. نواحی شهری رسمی این ناحیه عبارتند از: خیرون، پیده کوستا و فلوریدابلانکا می‌باشد اما لبریخا در کنار فرودگاه بوکارامانگا بوده و معمولاً در ارتباط با قسمتی از بوکارامانگای بزرگ محسوب می‌شود. تمامی این چهار منطقه شهری، با وجود شهرنشینی امروزی، دارای نواحی روستایی وسیعی می‌باشند.

## پرچم شهری
پرچم شهری بوکارامانگا توسط فردی با نام گوستاو گومز مخیا طراحی شده‌است. این پرچم از دو نوار سبز رنگ در زمینه‌ای زرد تشکیل یافته‌است. در وسط این پرچم دایره‌ای توپر آبی رنگی با حاشیه قرمز قرار گرفته که در وسط آن ستارهٔ چهار پر سفید رنگی نقش بسته‌است. در حاشیه قرمز رنگ دایره این نوشته به چشم می‌خورد: «در زیر آسمان لاجوردیش و در پناه خون بخشاینده پسرش، بوکارامانگا در چهار کران سرزمین مادریش گشوده شده‌است.»
(ایبان ساچه، بیست و سوم مارس ۲۰۰۱)

## پوشش نیروهای مسلح
شعار «Montani Semper Liber» به صورت لاتین در این پوشش حک شده‌است:
«تا همیشه آزاد در کوهستان هایمان»

## اقلیم
بوکارامانگا با وسعتی بالغ بر ۱۶۵ کیلومتر مربع در ارتفاع ۹۵۹ متری از سطح دریا قرار گرفته‌است. متوسط دمای سالیانه آن برابر با ۲۳ درجه سانتی گراد بوده و رطوبتی برابر با ۶۵٪ را داراست. میزان متوسط بارش سالیانه ۱۰۴۱ میلی‌متر گزارش گردیده‌است. در این شهر دو فصل بارش، از مارس تا مه و همچنین از سپتامبر تا نوامبر، وجود دارد. ماه‌های خشک سال نیز عبارتند از دسامبر و ژانویه با متوسط بارش ۵۸ میلی متر.

## شهر
بوکارامانگا با نام‌های «شهر بوستان‌ها»  و همچنین «شهر زیبا» نیز شناخته می‌شود. این شهر توسط یک پایانه حمل و نقل و همینطور فرودگاه پالونخرو که در غرب شهر واقع شده‌است خدمات دهی می‌شود.
به‌طور کلی، بهترین مناطق شهری در امتداد و همینطور در بالای منطقه‌ای با نام کارّرآ ۳۳ (Carrera) (منطقهٔ کابثرآ) واقع شده‌است. به سمت جنوب نیز در محدوده بیاداکت واقع در فلوریدابلانکا (منطقهٔ کانابرآل) فقیرترین مناطق قرار گرفته‌اند که به طرف شمال شمال ادامه می‌یابند. موقعیت فرودگاه قدیمی که آخرین قطعه بزرگ باقی‌مانده از زمین‌های رشدنیافته در زمین‌های مسطح شهر است در دهه ۱۹۸۰ به خانه‌هایی با کلاس متوسط تبدیل شده‌اند (ثیودادلّا رئال د میناس). مرکز حکومتی که برای ادارهٔ بخش و شهر در اطراف میدان قدیمی کلونیال ساخته شده چندین بلوک از مرکز تجاری شهر دورتر است. دانشگاه صنعتی سانتاندر (UIS) که دارای چندین دانشکده می‌باشد در شمالی‌ترین قسمت شهر قرار گرفته‌است و در آن چندین دانشگاه خصوصی با کیفیت‌های مختلف حضور دارند.
در بیستم ژانویه ۲۰۰۶ شرکت کلمبیایی تله کام WiMAX را در بوکارامانگا راه اندازی نمود و بدین ترتیب این شهر در کلمبیا اولین و در آمریکای لاتین دومین شهر دارای این تکنولوژی گردید.

## حومه شهر
بوکارامانگا به ۲۳ حومه اصلی تقسیم شده‌است اما در اصل شهر از ۱۷ بخش تشکیل یافته‌است.
| ۱- شمالی (Norte) ۲- شمال شرقی (Northeast) ۳- سان فرانسیسکو (San Francisco) ۴- غربی (Occidente) ۵- گارسیا روبیرآ (García Rovira) ۶- کونکوردیا (La Concordia) ۷- ثیودادلّا رئال د میناس (Ciudadela Real de Minas) ۸- جنوب غربی (Suroccidente) ۹- پدرگوسا (La Pedregosa) ۱۰- پروونثا (Provenza) ۱۱- جنوبی (Sur) ۱۲- کابثرا دل ایانو (Cabecera del Llano) | ۱۳- فلورستا (La Floresta) ۱۴- پان د آثوکار (Pan De Azucar) ۱۵- ترّآثاس (Terrazas) ۱۶- ال پرآدو (El Prado) ۱۷- آلوآرز (Alvarez) ۱۸- کنوکس (Conucos) ۱۹- شرقی (Oriente) ۲۰- مورّریکو (Morrorico) ۲۱- مرکزی (Centro) ۲۲- لاگوس دل کاثیکه (Lagos del Cacique) ۲۳- موتیس (Mutis) |  |

## بخش‌های شهر

- بخش ۱۲ یا کابثرا دل ایانو (Cabecera del Llano)
- بخش ۱۳ یا مرکزی شرقی (Centro Oriental)
- بخش ۱۵ یا مرکزی (Centro)
- بخش ۵ یا گارسیا روبیرآ (García Rovira)
- بخش ۷ یا ثیودادلّا (La Ciudadela)
- بخش ۶ یا کونکوردیا (La Concordia)
- بخش ۹ یا پدرگوسا (La Pedregosa)
- بخش ۱۶ یا لاگوس دل کاثیکه (Lagos del Cacique)
- بخش ۱۴ یا مورّریکو (Morrorico)
- بخش ۱۷ یا موتیس (Mutis)
- بخش ۲ یا شمال شرقی (Nororiental)
- بخش ۱ یا شمالی (Norte)
- بخش ۴ یا غربی (Occidental)
- بخش ۱۰ یا پروونثا (Provenza)
- بخش ۳ یا سان فرانسیسکو (San Francisco)
- بخش ۱۱ یا جنوبی (Sur)
- بخش ۸ یا جنوب شرقی (Suroriental)

## آموزش
این شهر شهرت خوبی به خاطر دانشگاه‌های متعدد خود دارد. از جمله:
- Universidad Industrial de Santander
- Universidad de Santander (UDES)
- Universidad Autónoma de Bucaramanga
- Universidad Santo Tomás
- Universidad Pontificia Bolivariana

## حمل و نقل
اتوبوس محلی
اتوبوس میان شهری
خطوط هوایی